# José Crespo Gonzales
José Crespo Gonzales (28 de maio de 1926 – Sorocaba, 10 de janeiro de 2011) foi um político brasileiro. Foi prefeito de Sorocaba de 1969 a 1973 pela Arena.
Filho de imigrantes espanhóis, fez um governo empreendedor, havendo trazido mais de 80 novas empresas para Sorocaba e iniciado o atual ciclo de industrialização da cidade. Conseguiu a criação da Faculdade de Tecnologia FATEC e do CIC - Estádio Municipal. Além de novas escolas, postos de saúde e centros esportivos, o governo dele ficou lembrado por construir a Estação de Tratamento de Água, a Estação Rodoviária intermunicipal e rasgar várias novas avenidas, como a Washington Luiz.
Ele também se destacou ocupando por 50 anos o cargo de delegado regional do Serviço Social da Indústria (Sesi).
Foi casado com Odilla Caldini Crespo e teve dois filhos: o ex-deputado e atual vereador em Sorocaba José Antônio Caldini Crespo e o médico Cássio Caldini Crespo. Faleceu em 10 de janeiro de 2011, aos 85 anos, em decorrência de complicações do Mal de Alzheimer e de uma broncopneumonia.